# Marriage (film 1918)
Marriage è un film muto del 1918 diretto da James Kirkwood e interpretato da Catherine Calvert.

## Trama
Preso dai suoi affari, Jack Spencer trascura la moglie Eileen, tanto che quest'ultima accetta le attenzioni di uno scrittore, Carter Ballantyne. La notte in cui ha deciso di fuggire con Carter, Eileen viene a sapere che il marito ha perso la vista e ha perso anche tutto il suo denaro. Respinge allora il corteggiatore, accingendosi a trovare in qualche modo il denaro occorrente all'operazione che dovrà ridare la vista a Spencer. Con l'aiuto dell'amica Dolly Page, Eileen bara al gioco e ammassa una considerevole fortuna che le serve per il viaggio in Francia di Jack. Mentre il marito è assente, riappare Carter che la ricatta, chiedendole di tornare con lui. Eileen, per prendere tempo e discutere con calma con lui, gli consegna la chiave del suo appartamento, dandogli un appuntamento. I due, però, vengono sorpresi dal ritorno improvviso di Jack.
Alla festa per il suo compleanno, Eileen - anticipando le dichiarazioni di Carter - confessa a tutti i convenuti il suo errore e la sua colpa, ottenendo il perdono dei presenti e anche quello del marito.

## Produzione
Il film fu prodotto dalla Frank A. Keeney Pictures Corporation, una casa di produzione la cui sede si trovava a New York, città in cui vennero effettuate le riprese del film.

## Distribuzione
Distribuito dalla General Film Company, il film - presentato da Frank A. Keeney - uscì nelle sale cinematografiche statunitensi il 25 novembre 1918 dopo una prima tenuta a New York, al Broadway Theatre.